# Ištvan Dudaš
Ištvan Dudaš (en cyrillique serbe : Иштван Дудаш ; en hongrois : Dudás Istvan), né le 2 août 1973 à Bačka Topola, est un joueur et entraîneur de football serbe qui évolue au poste de gardien de but.

## Carrière
Dudaš commence sa carrière professionnelle en 1991, lorsqu'il intègre l'équipe première du FK Vojvodina, jouant deux saisons avec cette équipe. Il s'exile ensuite deux saisons en Hongrie où il joue dans le petit club du Szarvas FC. Il fait un retour au pays en jouant au FK Bane avant de revenir dans le monde professionnel en signant, en 1997, au FK Hajduk-Rodić, promu en première division yougoslave. L'équipe parvient à se stabiliser dans le haut du tableau, parvenant même à participer à la Coupe Intertoto 1997.
Dudaš, remarqué, signe avec le UE Lleida, qui joue les premiers rôles en seconde division espagnole. Il évolue six mois comme quatrième gardien de l'équipe derrière Carles Busquets, Raúl Ojeda et Miguel Mora. Il ne joue aucun match au haut niveau et quitte le club pour le Sporting Charleroi, en Belgique. Après deux saisons comme remplaçant, il devient titulaire en 2001. Cependant, en 2002-2003, il doit faire face à des blessures qui le tiennent éloigné des terrains. Cela entraîne l'arrivée de Bertrand Laquait qui prend sa place de titulaire en 2003.
En 2004, il signe avec le FC Brussels et devient troisième gardien de l'équipe derrière Patrick Nys et Isa Izgi. Le serbe termine sa carrière comme remplaçant, jouant pour l'Olympic Charleroi.
Il prend sa retraite en 2008 et devient entraîneur des gardiens de l'Olympic Charleroi. Il occupe ensuite ce poste une saison à Tubize suivie d'une autre à La Louvière avant de revenir à l'Olympic en 2013.